# Nel sole - Concerto dal vivo... e non solo
Nel sole - Concerto dal vivo... e non solo è un album live del cantante Al Bano pubblicato in Italia nel 2009 e registrato in occasione di vari concerti del 2008, collaborando con le orchestre sinfoniche di Vienna, Tirana, Bucarest, Mosca, Brema e Minsk.
Le ultime 3 canzoni sono realizzate in studio di registrazione.
Tutti gli arrangiamenti sono di Alterisio Paoletti.
1. Nel sole (Live) (Albano Carrisi, Pino Massara, Vito Pallavicini)
2. Nostalgia canaglia (Live) (Albano Carrisi, Mercurio, Romina Power, Vito Pallavicini, Willy Molco)
3. Mattino (Live) (Ruggero Leoncavallo, Vito Pallavicini)
4. Ci sarà (Live) (Cristiano Minellono, Dario Farina)
5. Bianca di luna (Live) (Albano Carrisi, Pino Massara, Alessandro Colombini)
6. Sempre sempre (Live) (Claude Lemesle, Michel Carrè, Michel Gouty, Vito Pallavicini)
7. Libertà (Live) (Springbock, L.B.Horn, Willy Molco, Romina Power, Vito Pallavicini
8. Ave Maria (Live) (Johann Sebastian Bach, Charles Gounod - Meditazione al Preludio N. 1 dal Clavicembalo ben temperato)
9. Sharazan (Live) (Albano Carrisi, Ciro Dammicco, Romina Power, Stefano Dammicco)
10. È la mia vita (Live) (Pino Marino, Maurizio Fabrizio)
11. Felicità (Live) (Cristiano Minellono, Dario Farina, Gino De Stefani)
12. Dialogo (Albano Carrisi, Romina Power)
13. Cara terra mia (Albano Carrisi, Romina Power, Vito Pallavicini)
14. La siepe (Pino Massara, Vito Pallavicini)